# Get 'Em Young
Get 'Em Young è un cortometraggio muto del 1926 diretto da Fred Guiol e Stan Laurel.
Alle origini il film doveva avere come protagonista Oliver Hardy, ma durante la lavorazione di una scena accade un incidente. Infatti Oliver, qualche giorno prima delle riprese, si ustionò il braccio nella cucina di casa sua, estraendo dal forno un cosciotto d'agnello.
Per volere di Hal Roach, Laurel allora fu costretto a sostituire Hardy e a interpretare il protagonista, abbandonando così la regia.

## Trama
Dopo essersi sposato,  Orvid Joy sta per ereditare un milione di dollari, però il viaggio che lui, il maggiordomo Summers e la moglie Gloria stanno intraprendendo in nave non li aggrada molto. La nave in burrasca balla in continuazione, finendo anche per scontrarsi con un iceberg.
Nel frattempo l'avvocato di Joy sta leggendo il testamento dello zio scomparso: il nipote riceverà un milione di dollari a condizione che questi arrivi prima della mezzanotte del giorno successivo, altrimenti i soldi andranno a un club di Boston.
Tuttavia l'avvocato vuole avere una parte della somma e spaccia una donna (Mineau) come sua sposa, poi prepara un telegramma da spedire a Orvid.
Il giorno dopo questi lo riceve, ma una folata di vento porta la carta tra le mani della vera moglie, che scappa via in preda alla disperazione.
Giunti al porto ci sono l'avvocato e la falsa sposa ad aspettare Summers e Orvid, ma quest'ultimo non ne vuole sapere di sposare quella donna, così l'avvocato con un raggiro gli fa sposare un uomo, che ovviamente conosce.
Proprio un attimo prima dell'inizio della cerimonia, l'uomo si rifiuta di indossare il vestito nuziale, così il povero Summers è costretto a diventare moglie del suo padrone; mentre l'avvocato parla con i testimoni, Stan si ubriaca, il che rende ancora più imbarazzante la situazione. Intanto è scoccata la mezzanotte: Orvid e Gloria potranno stare felici con i loro milioni.

## Produzione
Il film fu prodotto da Hal Roach per gli Hal Roach Studios e venne girato il 19 giugno e il 2 luglio 1926.

## Distribuzione
Distribuito dalla Pathé Exchange, il film uscì nelle sale USA il 31 ottobre 1926. È stato pubblicato in DVD, distribuito dalla Kino International il 3 giugno 2008, uscendo nell'antologia The Stan Laurel Collection - Volume 2  (1918-1926).

### Date di uscita
Silent Era DVD
- USA  31 ottobre 1926
- USA 3 giugno 2008   DVD